# Hitachi Capital Mobility Stadion
Hitachi Capital Mobility Stadion este un stadion din Groningen, Olanda. Acest stadion aparține clubului de fotbal FC Groningen. Stadionul are o capacitate de 22.579 locuri.